# Dołpotów
Dołpotów (ukr. Довпотів) – wieś na Ukrainie, w  obwodzie iwanofrankiwskim, w rejonie kałuskim.
Na przełomie XIX/XX wieku właścicielem tabularnym Dołpotowa był Franciszek Rozwadowski.